# Molik Khan
Molik Jesse Khan (ur. 8 kwietnia 2004 w San Fernando) – trynidadzko-tobagijski piłkarz występujący na pozycji środkowego lub defensywnego pomocnika, reprezentant Trynidadu i Tobago, od 2025 roku zawodnik słowackiego AS Trenčín.